# عبد الكريم المتوكل
عبد الكريم المتوكل ممثل يمني قدير ويعتبر من رواد المسرح في الجمهورية اليمنية. ولد في محافظة حجة عام 1947م وتلقى التعليم الأساسي ما كان يسمى بالابتدائية والإعدادية وتعليمه الثانوي في مدينتي حجة وتعز وحصل على الثانوية العامة ودبلوم المعهد القومي، هيئة الخدمة المدنية عام 1971م.
التحق بمعهد الفنون الجميلة بعدن في اليمن الجنوبي وحصل على دبلوم فنون مسرحية عام 1981 - 1983م.

## مهامه ومناصبه
1. مديراً للشئون المالية والإدارية «مصلحة السياحة» 1970م.
2. مديراً لإدارة التفتيش العام والعلاقات العامة «مصلحة السياحة» 1972م.
3. كُلف بمهام مدير عام مصلحة السياحة عام 1972م.
4. عين مديراً للحسابات مندوباً للمالية «وزارة الشئون الاجتماعية» 1974م.
5. عين مديراً للحسابات مندوباً للمالية «مصلحة الثروات المعدنية والبترولية» 1975م.
6. كُلف بمهام الشئون المالية «مصلحة الثروات المعدنية والبترولية» عام 1975م.
7. ساهم في تأسيس المسرح الوطني التابع لوزارة الإعلام والثقافة وعين مديراً له عام 1977م.
8. اختير عضواً للجنة الدائمة للمسرح العربي بحامعة الدول العربية عام 1977م.
9. عين مديراً لإدارة الإنتاج المسرحي «المؤسسة العامة للمسرح والسينما» 1991م.
10. كُلف بمهام رئيس قطاع المسرح «بالمؤسسة العامة للمسرح والسينما» عام 1992م.
11. كُلف بمهام رئيس مجلس الإدارة للمؤسسة العامة للمسرح والسينما عام 1995م.
12. عين نائباً لمدير عام الفنون بديوان عام وزارة الثقافة والسياحة عام 1995م.
13. عين مديراً عاماً للثقافة بمحافظة ذمار عام 1996م.
14. عين مديراً عاماً للفنون بوزارة الثقافة والسياحة عام 1998م.
15. عضو نقابة الفنانين اليمنيين 1990م.
16. عضو المكتب التنفيذي لاتحاد الفنانين اليمنيين.
17. نقيباً للفنانين المسرحيين اليمنيين، صنعاء؛ دورة واحدة.
18. عضو نقابة الفنانين اليمنيين للمهن التمثيلية.
19. عضو المسرح الوطني.
20. رئيساً ومؤسساً للمؤسسة اليمنية للفنون والتراث 1999م.

## أعماله
- ديوان أبو محمد.
- أواب (مسلسل).
- المتفرج لبيب.
- كل يوم حكاية.
- الحب والثأر.
- أشواق وأشواك.
- من الذاكرة، تمثيلية تلفزيونية من جزئين عام 1986م.
- العاقبة (مسلسل)

## الجوائز
كرمته وزارة الثقافة في العام 2006م كأحد الرواد الكبار للمسرح اليمني.